# Capitols julgran

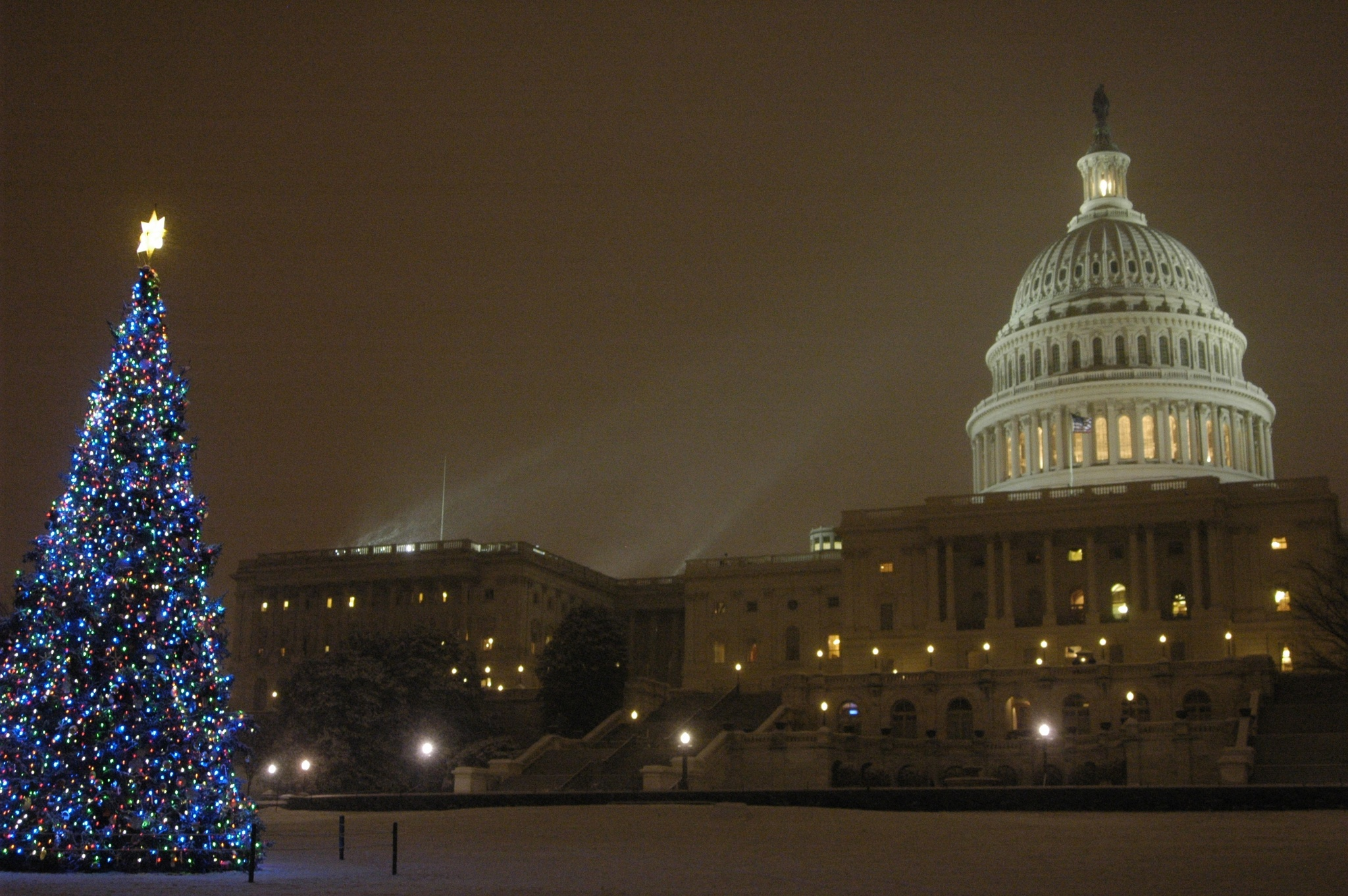
Capitols julgran 2007

Capitols julgran (tidigare Capitols helggran) är den julgran som årligen  reses utanför United States Capitol, i Washington, D.C., för att fira julen.

## Kontroversiellt namn
Under sent 1990-tal bytte Capitols julgran  namn till Capitols helggran. Ingen förklaring kom, och namnbytet blev kontroversiellt. Den 29 november 2005, dagen efter att det årets gran anlänt från New Mexico, bytte granen återigen namn, och blev Capitols julgran på begäran av Dennis Hastert.

### Fotnoter
1. ↑   Capitol Holiday Tree Is a Christmas Tree Again, Fox News, 29 september 2005, arkiverad från ursprungsadressen  den 2011-02-06, https://web.archive.org/web/20110206214813/http://www.foxnews.com/story/0,2933,177045,00.html, läst 7 januari 2011